# Чувак (Postal)
Чувак (также известен как «Почтовый чувак» или же Postal Dude) — вымышленный персонаж из серии игр Postal. Он также играет главную роль в фильме «Постал» (2007) и в книгах, написанных по мотивам игры.

## Характер
«Чувак» живёт в маленьком городке Парадайз, штат Аризона, со своей женой. Винс Дези, глава команды Running with Scissors, создавшей персонажа Чувака, рассказал в интервью, что действия героя полностью зависят от игрока. Если игрок захочет, он может пройти игру, не убив ни одного человека. Ход игры зависит от того, выбирает ли игрок насилие или мирные решения. В игре Postal 2 «Чувак» живёт в трейлере возле входа в пещеры Тора-Бора. Он является сотрудником Running with Scissors, однако в понедельник его уволили по неизвестной причине. Герой ввязывается в политику, что вынуждает его голосовать на выборах и ходить по городу, чтобы собрать нужное количество подписей под петицией, по принуждению конгрессменов играть в жестокие видеоигры.
«Чувак» является католиком, это проясняется в Postal 2 во вторник, когда проходя один из квестов он приходит в церковь и во время его исповеди церковь атакует Аль-Каида.

## Создание персонажа
В 1996 году арт-директор Рэнди Брайли хотел создать «Чувака» как «мрачного и задумчивого персонажа», чтобы он соответствовал стилю дизайна игры. Изначально предполагалось, что у персонажа нет предыстории, что дает игроку возможность навязывать желаемую личность.

## Споры
В 2006 году в одном из канадских колледжей произошла стрельба, виновником которой стал Кимвир Гилл, идентифицирующий себя с Чуваком. В своем блоге Гилл выразил свое восхищение Чуваком, заявив, что «Почтовый Чувак был недоволен до того, как стал злым психом; мы никогда не слышали этого в игре. Он был нормальным человеком, пока мир не изменил его вот так». Postal 2 стала одной из любимых игр Гилла.